# 30,5cm moždíř vz. 11

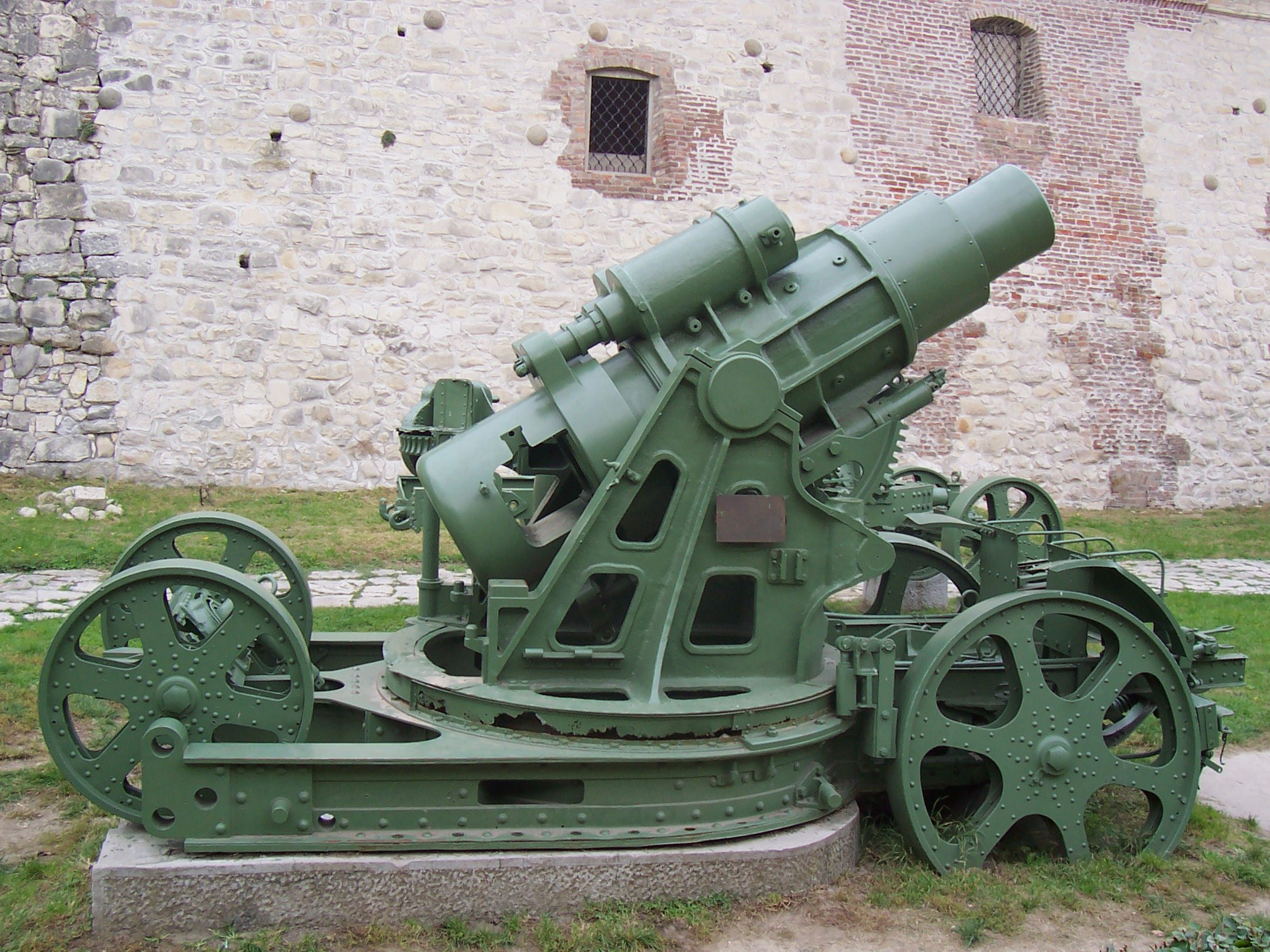
30,5cm moždíř vz. 11

30,5cm moždíř vz. 11 byla rakousko-uherská supertěžká houfnice používaná v době první světové války. Německy se nazývala také Schlanke Emma.  
Počátky houfnice padají do počátku 20. století, kdy byly vyrobeny první 30,5 cm moždíře, určené pro armádu Rakouska-Uherska. Za první světové války byly tyto houfnice zapůjčeny i německé armádě, která je používala např. pro dobývání betonových pevností v Belgii nebo při obléhání Verdunu. Rakousko-Uherská armáda je zase používala při obléhání pevností Osowiec a Přemyšl, později i na italské frontě, kde byly dopravovány i do vysoce položených pozic, protože se daly rozebrat na tři části. 
Pro použití houfnice byly navrženy dva typy střel: těžké protibetonové střely o hmotnosti 384 kg, které dokázaly proniknout betonem do hloubky až dva metry a tříštivé střely vážící 287 kg, které dokázaly vytvořit kráter o průměru i hloubce 8 metrů a zabíjet lidi až do vzdálenosti 400 metrů od místa výbuchu. 
Moždíř byl modernizován a byl z něj vyvinut 30,5cm moždíř vz. 16, který byl v meziválečném období ve výzbroji Československé armády

## Technické údaje
- Výrobce: Škoda Plzeň
- Ráže: 305 mm
- Délka: 	3030 mm
- Hmotnost: 20,830 kg
- Náměr: +40° - 70°
- Odměr: 120°

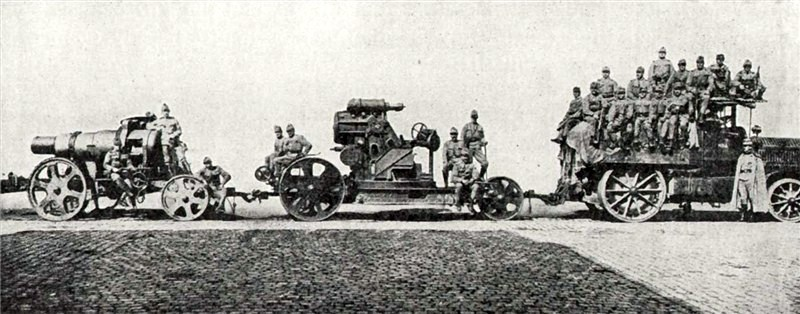
Transport moždíře s traktorem Austro-Daimler M.12

- Dostřel: 11300 m (tříštivá střela), 9600 (protibetonová střela)
- Úsťová rychlost: 340 m/s
- Obsluha: 12 osob
- Kadence: 10 ran za hodinu